# الأعاصير الاستوائية وتغير المناخ

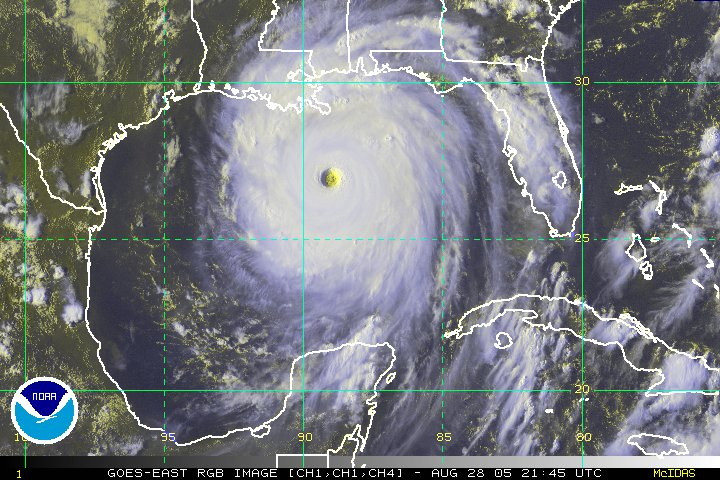

يتعلق كل من الأعاصير الاستوائية وتغير المناخ، بالطريقة التي تتغير بها الأعاصير الاستوائية (من حيث العدد أو الشدة أو المسار أو غير ذلك)، ومن المتوقع أن تتغير أكثر بسبب تغير المناخ. يحظى هذا الموضوع باهتمام كبير من قبل علماء المناخ الذين يدرسون ماهية الروابط بين العواصف والمناخ، ويتصدر عناوين الأخبار لا سيما منذ عام 2005، خلال مواسم العواصف. أفاد التقييم الوطني الأمريكي لتغير المناخ لعام 2018 «مساهمة الزيادات في غازات الدفيئة والنقصان في تلوث الهواء في زيادة نشاط إعصار المحيط الأطلسي منذ عام 1970».
يحدث إعصار في المحيط الأطلسي وشمال شرق المحيط الهادئ، ويحدث إعصار في شمال غرب المحيط الهادئ، ويحدث إعصار في جنوب المحيط الهادئ أو المحيط الهندي. يُصنف جميعهم على أنهم نفس نوع العواصف. يعد مصطلح «الأعاصير الاستوائية»، المصطلح الشامل الذي يستخدمه المجتمع العلمي لوصف هذه العواصف.

## اتجاهات العواصف المُلاحظة
يُعتبر تقرير التقييم الوطني لتغير المناخ في الولايات المتحدة لعام 2018 «رسالة أساسية» مفادها أن «الزيادة في غازات الدفيئة والنقصان في تلوث الهواء، هي ما ساهمت في زيادة نشاط إعصار المحيط الأطلسي منذ عام 1970». تفطنت مراجعة للعلوم المُتعلقة بالعواصف في عام 2010، إلى وجود امتصاص كبير في وتيرة الأعاصير الاستوائية الأكثر كثافة، بالإضافة إلى الزيادات في معدلات هطول الأمطار على بعد 100 كم من مركز العاصفة، وتصل هذه الزيادة إلى 20%.
يُتحكم أولًا في هطول الأمطار في الأعاصير الاستوائية عن طريق درجة حرارة سطح البحر البيئية الفعلية؛ نسبة إلى متوسط درجة حرارة سطح البحر الاستوائية، وتسمى درجة حرارة سطح البحر النسبية. كما حُددت درجة حرارة سطح البحر النسبية لشرح الاختلافات في وتيرة إعصار المحيط الأطلسي، بدقة أكبر، أكثر من قياس درجة حرارة سطح البحر المطلقة والحمل الحراري الاستوائي. تُعرَّف درجة حرارة سطح البحر النسبية على أنها درجة حرارة سطح البحر في بيئة التكوّن المداري، ناقصًا درجة الحرارة الاستوائية (30 درجة مئوية إلى 30 درجة شمالًا) وتعني درجة حرارة الأرض. سوف تتساقط الأمطار باتجاه الخارج مع زيادة درجة حرارة سطح البحر النسبية، المرتبطة بتوسع حقل رياح العاصفة. لوحظت أكبر الأعاصير الاستوائية في المناطق الاستوائية في شمال غرب المحيط الهادئ، حيث توجد أكبر نسبة لدرجة حرارة سطح البحر النسبية والرطوبة النسبية في منتصف التروبوسفير. من المتوقع أن السبب الأولي للفيضانات الناجمة عن الأعاصير الاستوائية بالإضافة إلى ظاهرة الاحترار العالمي، يعود إلى الزيادة في معدل هطول الأمطار، بدلًا من توسع مساحة المنطقة.

### القياسات
استنادًا إلى صور القمر الصناعي، تعد تقنية دفوراك، التقنية الأساسية المستخدمة لتقدير كثافة الإعصار الاستوائي عالميًا. يُقاس اليوم أي نظام معين باستخدام مؤشر تراكم طاقة الأعاصير، وهو مؤشر لطاقة الرياح -هو مجموع مربعات سرعة الرياح القصوى المقدرة بست ساعات في العقدة (الميل البحري)، لتقييم مدة قوة العاصفة وشدتها. يمكن حساب الكثافة المحتملة للأعاصير الاستوائية من البيانات المرصودة، المُستمدة في المقام الأول من الصور الرأسية لدرجات الحرارة والرطوبة ودرجات حرارة سطح البحر. حُسبت الطاقة الكامنة الحرارية المُتاحة، باستخدام محطات أشعة الراديو الموجودة في أجزاء من المناطق الاستوائية من 1958 إلى 1997، لكنها تُعتبر ذات نوعية رديئة. يمثل مؤشر تبديد الطّاقة، إجمالي تبديد الطاقة في شمال المحيط الأطلسي وغرب شمال المحيط الهادئ، ويرتبط ارتباطًا وثيقًا بالأنظمة الفضائية الاستوائية. توجد مقاييس مختلفة لحساب مدى شدة الأعاصير الاستوائية وتصنيفها.

### السجل التاريخي
تعتبر الاتجاهات منذ عصر الأقمار الصناعية، الذي بدأ حوالي عام 1970، قوية بما يكفي لصلتها الوثيقة بالعواصف ودرجات حرارة سطح البحر. يوجد اتفاق على وجود فترات في الماضي البعيد، كانت فيها العواصف نشطة جدًا، لكن لم يكن مؤشر تبديد الطاقة المتعلق بدرجة حرارة سطح البحر مرتفعًا. علم الأعاصير الاستوائية القديمة، هو علم نشاط الأعاصير الاستوائية القديمة عن طريق دراسة المصادر الجيولوجية (رواسب الفيضانات)، أو السجلات الوثائقية التاريخية، مثل حطام السفن أو الحالات الشاذة في حلقات الأشجار.

### إل نينيو
تعمل ظاهرة النينيو (التردد الجنوبي -إل نينو) على نقل المنطقة (مياه أكثر دفئًا، تدفق مائي صاعد ونازل في مواقع مختلفة، بسبب الرياح) إلى المحيط الهادئ والمحيط الأطلسي حيث تتشكل المزيد من العواصف، ما ينتج عنه ثبات مؤشر تراكم طاقة الأعاصير في جميع الأحواض. تقلل عادة ظاهرة النينيو من تكوين الأعاصير في المحيط الأطلسي، وفي أقصى غرب المحيط الهادئ وأستراليا، ولكنها تزيد بدلًا من ذلك من احتمالات حدوث هذه الأعاصير في وسط شمال وجنوب المحيط الهادئ وخاصة في منطقة غرب المحيط الهادئ الاستوائية. عند تحليل العلاقة بين الأعاصير الاستوائية النشطة للغاية وأحداث النينيو في شرق المحيط الهادئ، توصل موراكامي وآخرون، إلى أن ظاهرة النينيو القوية خلال مواسم الأعاصير، ليست هي العوامل المسؤولة الوحيدة على ذلك، ويمكن على الأرجح أن تعزى إلى غازات الدفيئة.

## التغييرات في العدد والشدة وما إلى ذلك
قام والش وآخرون. بإعداد تقرير عام 2015 تحروا فيه جيدًا حول الروابط بين المناخ والأعاصير الاستوائية على فترات زمنية مختلفة، مع وجود اتجاهات ملحوظة وواضحة في المحيط الأطلسي مُتعلقة بالترددات وشدتها في العقود القليلة الماضية. ومع ذلك، لا تزال تُدرس هذه الاتجاهات دراسة مكثفة. لاحظ المؤلفون واعتبروا أن نظرية الحد الأقصى لشدة الأعاصير الاستوائية هي نظرية ثابتة، ولكن مع استمرار تكوين الأعاصير، لا يزال تحقيقها بعيد المنال. تتنبأ معظم نماذج المناخ، بعدد أقل من الأعاصير الاستوائية على مستوى العالم، وعواصف قوية أكثر، مع زيادة معدلات هطول الأمطار.

### نسبة هطول الأمطار
تعتمد الدراسات المتعلقة بمعدلات هطول الأمطار المتزايدة إلى حد كبير، على معادلة كلاوزيوس-كلابيرون، والتي تتمثل في زيادة بنسبة 7% في بخار الماء في الغلاف الجوي لكل درجة حرارة (1 درجة مئوية)، وإلى فترة دوام العواصف. تشير مسارات العواصف إلى توسع عالمي في خط العرض عند الحد الأقصى لشدة الأعاصير الاستوائية.

ينص التقييم الوطني للمناخ من عام 2014 على ما يلي:
ترتبط الزيادات الأخيرة في نشاط الأعاصير جزئيًا، بارتفاع درجات حرارة سطح البحر في المنطقة التي تتشكل فيها أعاصير المحيط الأطلسي وتتحرك فيها. لقد ثبت أن هناك العديد من العوامل التي تؤثر على درجات حرارة سطح البحر المحلية، بما في ذلك التقلبات الطبيعية، وانبعاثات الغازات الحابسة للحرارة التي يسببها الإنسان، وتلوث الجسيمات. إن التركيز الكمي للإسهامات الطبيعية والعوامل التي يسببها الإنسان، هو في الأساس التركيز المتواصل للبحث. صرحت المنظمة العالمية للأرصاد الجوية عام 2017، أنه من المُرجح أن تكون كمية الأمطار الناتجة عن إعصار هارفي قد زادت بسبب تغير المناخ. لا تزال العلاقة بين تغير المناخ وتواتر الأعاصير (أو الأعاصير الاستوائية) غير واضحة، وهو موضوع لا زال البحث فيه مستمرًا.

### التردد العام
لا يوجد حاليًا توافق في الآراء حول كيفية تأثير تغير المناخ على التردد العام للأعاصير الاستوائية. أظهرت الملاحظات تغيرًا طفيفًا في التردد العام للأعاصير الاستوائية في جميع أنحاء العالم.